# Ingeborg Eriksdotter (Schweden)

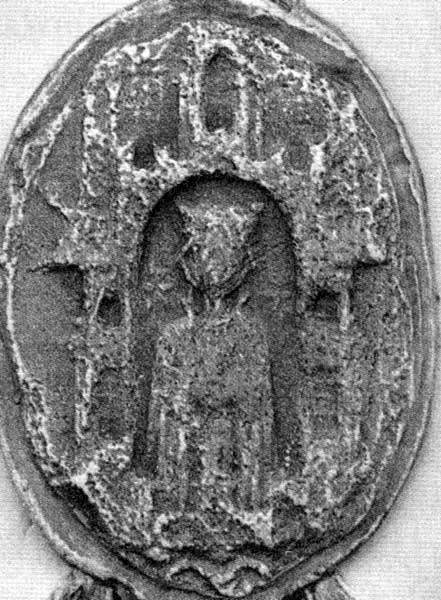
Ingeborg Eriksdotter

Ingeborg Eriksdotter (geboren zwischen 1210 und 1216; † 1254) war eine Tochter des schwedischen Königs Erik Knutsson und dessen Frau Rikissa von Dänemark.

## Familie
Ingeborg heiratete 1236 Birger Magnusson. Sie wurde die Stammmutter der königlichen Linie des Bjälbo-Geschlechtes.
Mit Birger hatte sie mehrere Kinder:
- Rikitsa (* um 1238; † 1288)
- Waldemar (* 1243; † 1302), König von Schweden 1250–1275
- Magnus (* 1240; † 1290), König von Schweden 1275–1290
- Kristina ⚭ Sigge Guttormsson
- Katarina (* 1245; † 1289)
- Erik (* um 1250; † 1275)
- Ingeborg Birgersdotter (* um 1253; † 1302)
- Bengt (* 1254; † 1291)